# Jadwiga Borzęcka
Jadwiga Borzęcka (Grodno, Bielorrusia, 1 de febrero de 1863 - Kęty, Polonia, 27 de septiembre de 1906) fue una religiosa católica polaco bielorrusa, cofundadora de las Hermanas de la Resurrección de Nuestro Señor Jesucristo.

## Biografía
Jadwiga Borzęcka nació en la finca de Obrębszczyzna, en el circuito de la ciudad de Grodno (hoy parte de Bielorrusia), en tiempos de la Polonia del Imperio ruso. Sus padres fueron Józef Borzęcki y Celina Chludzińska Borzęcka. En 1875 quedó huérfana de padre y se trasladó, en octubre de ese año, con su madre a Roma. Allí conocieron a Piotr Semenenko, uno de los fundadores de la Congregación de la Resurrección, y le tomaron por confesor y director espiritual. Fue este sacerdote quien preparó a Jadwiga para la primera comunión y quien la animó a tomar los votos religiosos el 6 de enero de 1891.
Borzęcka colaboró con su director espiritual y con su madre en la fundación de las Hermanas de la Resurrección de Nuestro Señor Jesucristo en 1882, con casa madre en Roma, convirtiéndose en la rama femenina de la Congregación de la Resurrección. Su primera misión fue dirigir la fundación de la comunidad de Kęty, en Polonia. La religiosa murió en esa comunidad el 27 de septiembre de 1906, de una insuficiencia cardíaca.

## Culto
La causa para la beatificación y canonización de Jadwiga Borzęcka fue introducida en la arquidiócesis de Cracovia el 10 de abril de 1954. El 27 de junio de 1969, la competencia pasó a la diócesis de Roma. El 17 de diciembre de 1982, el papa Juan Pablo II la declaró venerable y, según el proceso en la Iglesia católica, se espera a un milagro, atribuido a su intercesión, para la beatificación.